# 國際財經視野
《國際財經視野》（英語：Vision on International Finance）是由王冠一與亞洲電視聯合製作的財經評論節目（與理財博客同樣獨立於亞視新聞部），由2012年4月16日起逢星期一至五美股交易日晚上22:00於本港台及亞洲台同步播放，於亞洲台《新聞報導》直播室左方另一實景廠作現場直播。
節目初期由香港資深財經評論員王冠一教授和其最佳拍檔－Now財經台前主播方奕元一同擔任主持（2012年7月16日起新增另一Now財經台前主播吳晨茜為主持），而節目摘稿及策劃為韓家恩（曾於Now財經台擔任《環球金融快線》監製）及曾美詩，各人均受聘於王冠一財經頻道。

## 歷史
2012年3月30日，亞視為《國際財經視野》主持王冠一舉行簽約儀式，以歡迎王冠一正式加盟亞洲電視擔任節目主持。出席儀式的嘉賓包括亞洲電視執行董事盛品儒，以及《國際財經視野》主持王冠一教授等。儀式上，王冠一向傳媒簡介了節目方針及內容。
2012年11月12日，此節目再循王冠一財經頻道，新增前有線電視財經新聞記者王沛淇為主持。
2013年，前亞洲電視及有線電視財經新聞記者李岸杰成為此節目主持；同年年中換廠，亦象徵方奕元及吳晨茜不再擔任主持。
2014年，節目由哈尔滨银行冠名特約贊助。
2015年開始，亞視因資金緊絀而拖欠員工薪酬，節目播映受到影響，將刪減於本港台和亞洲台早上和深夜兩個時段的重播的時段。2015年1月19日起歲月留聲的重播時段亦被刪減。
2015年4月6日，《國際財經視野》於23:35-00:05播映最後一集。
2015年4月7日開始，《國際財經視野》結束製作，同時段改以重播節目《開心詞堂》。

## 播出時間
| 頻道           | 播映時間                       |
| -------------- | ------------------------------ |
| 本港台、亞洲台 | 星期一至五 22:00-22:30（首播） |

所有節目均於美股交易日當天播映。2015年起，如當日為非美股交易日，原時段會改為播出《亞洲新興都市》，聖誕節假期及元旦則改為播出大事回顧。
節目首播時會在畫面下方顯示資訊列，分兩行顯示主要指數／匯率及財經新聞。重播時則不會顯示資訊列，惟會加上中文字幕。

## 記事
- 2012年6月22日：由於播映《全球首家華語電視台-亞洲電視55周年暨香港回歸15周年慶典晚會》，本節目延至00:00-00:30播映。
- 2012年11月21日：由於播映《合正榮悅之夜 亞洲電視五十五周年星光大典》，本節目延至23:50-00:15播映。
- 2012年11月22日：由於播映《微·電影 特號》，本節目暫停播映一次。
- 2014年10月17日：由於播映《ATV 2014亞洲先生競選》，本節目延至23:40-00:10播映。
- 2015年1月9日：由於直播港台節目《第37屆十大中文金曲頒獎音樂會》，本節目延至23:40-00:10播映。
- 2015年1月23日，由於直播《萬眾同心撐亞視》，本節目延至深夜00:00-00:25播映。
- 2015年2月18日，由於直播《ATV 2015 人氣春晚 明天會更好》，本節目延至深夜00:15-00:45播映。
- 2015年3月27日，由於直播《香港亞洲流行音樂節2015》，本節目延至23:35-00:05播映。
- 2015年4月2日，當日為李岸杰最後一天於王冠一財經頻道工作。
- 2015年4月6日，由於播映《李居明粵劇賀假日 錢塘金粉》，本節目延至23:35-00:05並播映最後一集。

## 外部連結
- 亞洲電視節目網頁 - 國際財經視野

## 資料來源
1. ↑  亞洲電視推出全新財經資訊節目《國際財經視野》資深財經評論員王冠一教授擔任主持 向觀眾送上環球經濟金融資訊[永久]

## 電視節目的變遷
| 香港亞洲電視本港台、亞洲台 星期一至五 22:00-22:30 時段 | 香港亞洲電視本港台、亞洲台 星期一至五 22:00-22:30 時段 | 香港亞洲電視本港台、亞洲台 星期一至五 22:00-22:30 時段 |
| ------------------------------------------------------ | ------------------------------------------------------ | ------------------------------------------------------ |
|                                                        | 國際財經視野 (2012.04.16 - 2015.04.06)                 |                                                        |
| 夜間新聞 (2011.08.15 - 2012.04.13) (22:00-22:40)       | 開心詞堂 (2015.04.07 - )                               |                                                        |